# Солянка (приток Еруслана)
Солянка — река в России, протекает по Краснокутскому району Саратовской области. Устье реки находится в 130 км от устья Еруслана по правому берегу, у села Усатово. Длина реки составляет 18 км, площадь водосборного бассейна — 105 км².

## Данные водного реестра
По данным государственного водного реестра России относится к Нижневолжскому бассейновому округу, водохозяйственный участок реки — Еруслан от истока и до устья. Речной бассейн реки — Волга от верхнего Куйбышевского водохранилища до впадения в Каспий.
Код объекта в государственном водном реестре — 11010002012112100011168.